# Hausen am Tann
Hausen am Tann är en kommun (tyska Gemeinde) i Zollernalbkreis i delstaten Baden-Württemberg i Tyskland. Folkmängden uppgår till cirka 490 invånare, på en yta av 8,49 kvadratkilometer.
Kommunen ingår i kommunalförbundet Oberes Schlichemtal tillsammans med staden Schömberg och kommunerna Dautmergen, Dormettingen, Dotternhausen, Ratshausen, Weilen unter den Rinnen och Zimmern unter der Burg.

## Befolkningsutveckling
| Befolkningsutvecklingen i Hausen am Tann 1975–2015 | Befolkningsutvecklingen i Hausen am Tann 1975–2015 | Befolkningsutvecklingen i Hausen am Tann 1975–2015 | Befolkningsutvecklingen i Hausen am Tann 1975–2015 | Befolkningsutvecklingen i Hausen am Tann 1975–2015 |
| -------------------------------------------------- | -------------------------------------------------- | -------------------------------------------------- | -------------------------------------------------- | -------------------------------------------------- |
|                                                    |                                                    |                                                    |                                                    |                                                    |
| År                                                 |                                                    |                                                    | Folkmängd                                          | Areal (ha)                                         |
| 1975                                               | 1975                                               |                                                    | 367                                                | 849                                                |
| 1980                                               | 1980                                               |                                                    | 397                                                |                                                    |
| 1985                                               | 1985                                               |                                                    | 398                                                |                                                    |
| 1990                                               | 1990                                               |                                                    | 439                                                |                                                    |
| 1995                                               | 1995                                               |                                                    | 512                                                |                                                    |
| 2000                                               | 2000                                               |                                                    | 517                                                |                                                    |
| 2005                                               | 2005                                               |                                                    | 504                                                |                                                    |
| 2010                                               | 2010                                               |                                                    | 492                                                |                                                    |
| 2015                                               | 2015                                               |                                                    | 480                                                |                                                    |
|                                                    |                                                    |                                                    |                                                    |                                                    |